# Klimat równikowy

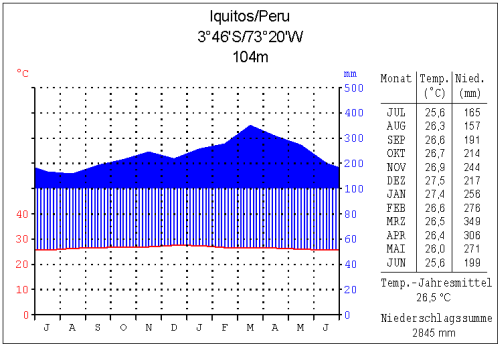
Diagram klimatyczny dla miasta Iquitos w Peru - wysokie opady przez cały rok i niewielkie amplitudy temperatur

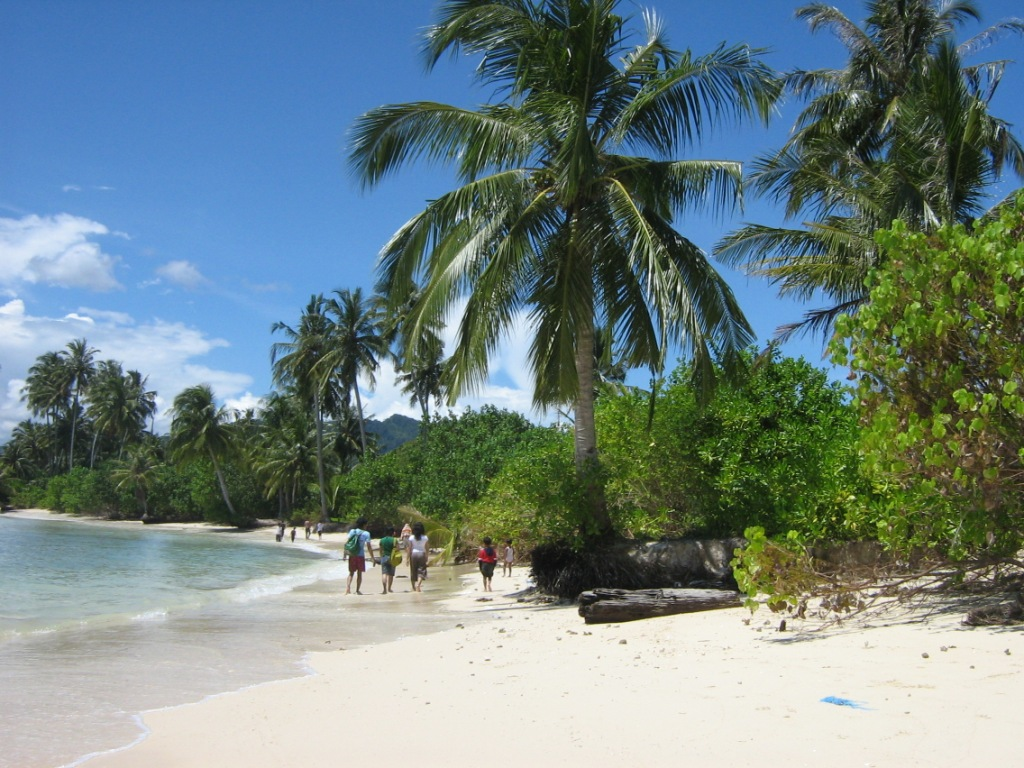
Klimat równikowy

Klimat równikowy – w klasyfikacji klimatów Wincentego Okołowicza jest to jedna z pięciu głównych stref klimatycznych. Obejmuje część obszarów kuli ziemskiej położonych między 20°S oraz 20°N. W strefie klimatów równikowych średnia temperatura wszystkich miesięcy przekracza 20 °C. Roczne amplitudy temperatur są niewielkie, wzrastają do 5 °C–10 °C idąc na północ i na południe od równika. Z oddaleniem od równika zmniejsza się też roczna suma opadów i ich rozkład w ciągu roku. Na równiku nie ma wyraźnej pory bezdeszczowej (codziennie padają tutaj tzw. deszcze zenitalne), dalej od równika pora deszczowa ograniczona jest do kilku miesięcy.
Ze względu na różnice w amplitudach temperatur i rozkładu opadów w ciągu roku, wydzielane są trzy typy klimatów:
- klimat równikowy wybitnie wilgotny
- klimat podrównikowy wilgotny
- klimat równikowy suchy

Strefa klimatów równikowych obejmuje: Amerykę Środkową wraz z wyspami Morza Karaibskiego, północną część Ameryki Południowej, Afrykę pomiędzy 15°N a 20°S, większą część wyspy Madagaskar, Archipelag Malajski, Filipiny, północną Australię oraz wyspy Oceanii.